# Fuscidea intercincta
Fuscidea intercincta är en lavart som först beskrevs av William Nylander och som fick sitt nu gällande namn av Josef Poelt. 
Fuscidea intercincta ingår i släktet Fuscidea och familjen Fuscideaceae. Arten är reproducerande i Sverige. Inga underarter finns listade i Catalogue of Life.